# 松本敦司
松本 敦司（まつもと あつし、1966年〈昭和41年〉8月18日 - ）は、日本の総務官僚。
総務省行政管理局長、船橋市副市長（第32代）などを務めた。

## 来歴
1966年（昭和41年）8月18日、兵庫県尼崎市に出生。その後、奈良県で育ち、灘中学校・高等学校を経て、1989年（平成元年）、東京大学法学部を卒業。学生時代は野球部やソフトボール部に所属した。
同年4月、総務庁に入庁。入庁後、人事や行政評価業務、組織法制や公務員制度などに従事し、総務庁人事局高齢対策課課長補佐、大蔵省主計局主計官補佐（経済協力第2係主査）、総務省行政評価局評価監視調査官、同局総務課課長補佐、総務省大臣官房秘書課課長補佐、行政管理局企画調整課行政手続・制度調査室長、菅義偉総務大臣秘書官、行政評価局評価監視官などを経て、2008年（平成20年）8月1日、船橋市副市長に就任。2010年（平成22年）8月10日に退任。翌8月11日、内閣官房内閣総務官室内閣参事官に就任。在任中に東日本大震災が発生し、松本は大臣の担務変更や内閣総理大臣補佐官・内閣官房参与の発令に伴う作業に取り掛かった他、危機管理関連の会議に出席し、各種情報収集・整理にあたった。そんな中、総理大臣や官房長官を始め官邸スタッフが原発事故の対応に追われ、世間やメディアの関心も原発事故に集中し、震災・津波の被災者への支援が疎かになっているのでは無いかと危惧した松本は上司に報告し、官邸の政務の指示のもと、被災者支援のための組織・体制づくりに尽力。3月20日に被災者生活支援チームが発足した。その後、原子力災害対策本部でも同様の組織・体制づくりを担当し、復興構想会議、原子力経済被害対応チーム、事故の検証機関などの設置に携わった。これら組織・体制づくりを短期間で実行するにあたって、松本は総務省で組織法制や公務員制度を担当した経験や財務省、人事院での出向経験が役立ったと述懐している。
内閣参事官退任後、人事・恩給局参事官、同局公務員高齢対策課長、内閣官房内閣参事官（内閣人事局）、総務省大臣官房秘書課長兼人事管理官などを歴任。
2019年（令和元年）7月5日、総務省大臣官房審議官（行政管理局担当）に就任。
2020年（令和2年）7月20日、内閣府官民人材交流センター副センター長兼内閣官房内閣審議官（内閣人事局）に就任。
2023年（令和5年）7月7日、行政管理局長に就任。
2024年（令和6年）7月5日、内閣官房内閣人事局人事政策統括官に就任。

## 年譜
- 1989年（平成元年）4月 - 総務庁入庁[8]
- 1992年（平成4年）4月 - 総務庁長官官房老人対策室企画第一担当主査[8]
- 1994年（平成6年）4月 - 人事院給与局給与第二課制度班制度第三係長[8]
- 1996年（平成8年）
  - 4月 - 総務庁恩給局総務課専門官 併任 人事局企画調整課[8]
  - 8月 - 総務庁人事局高齢対策課課長補佐[8]
- 1999年（平成11年）7月 - 大蔵省主計局主計官補佐（経済協力第2係主査）[8]
- 2001年（平成13年）
  - 7月 - 総務省行政評価局評価監視調査官[8]
  - 10月 - 総務省行政評価局総務課課長補佐[8]
- 2003年（平成15年）1月 - 総務省大臣官房秘書課課長補佐[8]
- 2005年（平成17年）8月 - 総務省行政管理局企画調整課行政手続・制度調査室長[8]
- 2006年（平成18年）9月 - 総務大臣秘書官[8]
- 2007年（平成19年）8月 - 総務省行政評価局評価監視官 併任 行政評価局年金記録確認中央第三委員会事務室主任調査員[8]
- 2008年（平成20年）8月 - 船橋市副市長[8]
- 2010年（平成22年）8月 - 内閣官房内閣総務官室内閣参事官兼内閣官房副長官補付兼内閣官房行政改革推進室室員兼国家公務員制度改革推進本部事務局局員[8][9]
- 2012年（平成24年）8月 - 人事・恩給局参事官[10][11]
- 2013年（平成25年）6月 - 人事・恩給局公務員高齢対策課長[12][13]
- 2014年（平成26年）5月 - 内閣官房内閣参事官（内閣人事局）[14]
- 2017年（平成29年）7月 - 総務省大臣官房秘書課長兼人事管理官[15][16]
- 2019年（令和元年）7月 - 総務省大臣官房審議官（行政管理局担当）[17][18]
- 2020年（令和2年）7月 - 内閣府官民人材交流センター副センター長兼内閣官房内閣審議官（内閣人事局）[19][20]
- 2023年（令和5年）7月 - 総務省行政管理局長[3][5]
- 2024年（令和6年）7月 - 内閣官房内閣人事局人事政策統括官[4]

#### リスト
1. ↑  [3][5][6]
2. ↑  [10][11][12][13][14][15][16]